# (35200) 1994 PX4
1994 PX4 (asteroide 35200) é um asteroide da cintura principal. Possui uma excentricidade de 0.11363450 e uma inclinação de 14.60570º.
Este asteroide foi descoberto no dia 10 de agosto de 1994 por Eric Walter Elst em La Silla.